# Liste der Kirchen in Danzig
Die Liste der Kirchengebäude in Danzig (Danzig, Polen) beinhaltet Gotteshäuser der christlichen Konfessionen.

## Innenstadt
Von Gemeinden genutzte Kirchen 
Die wichtigsten Kirchen in Danzig sind die Marienkirche, die Johanniskirche und die Katharinenkirche. 
In der Innenstadt werden heute von Gemeinden folgende Kirchen genutzt. Die Liste ist sortierbar.
| Kirche                                | Stadtteil  | Baujahr         | Konfession 1557–1945             | Konfession nach 1945            | Bild               | Bemerkungen                                                                                           |
| ------------------------------------- | ---------- | --------------- | -------------------------------- | ------------------------------- | ------------------ | --- |
| St. Anna                              | Vorstadt   |                 | lutherisch (polnisch)            |                                 |                    | gehörte zu Franziskanerkloster                                                                        |
| St. Barbara św. Barbary               | Neugarten  | 1387– 1968–1970 | lutherisch                       | römisch-katholisch              | St. Barbara        | |
| St. Bartholomäus św. Bartłomieja      | Altstadt   | 1486–1494       | lutherisch                       | griechisch-katholisch seit 1997 | St. Bartholomäi    | seit 1997 griechisch-katholische Konkathedrale                                                        |
| St. Brigitten św. Brigidy             | Altstadt   | 1396–1514       | katholisch                       | römisch-katholisch              | St. Brigitten      | gehörte zu Brigittenkloster                                                                           |
| St. Elisabeth św. Elżbiety            |            | 1393, 1417      | reformiert bis 1622              | römisch-katholisch              |                    | war Hospitalkirche, seit 1844 Garnisonkirche, nach 1945 an Pallottiner                                |
| Heiliger Leichnam św. Bożego Ciała    |            |                 | lutherisch                       | römisch-katholisch              |                    | war Hospitalkirche                                                                                    |
| St. Jakob św. Jakuba                  |            |                 | lutherisch                       | römisch-katholisch              |                    | |
| St. Johannes św. Jana                 | Rechtstadt | 1377–1463       | lutherisch                       | römisch-katholisch              | St. Johann         | wird auch als Ostsee-Kulturzentrum genutzt, Messen in polnischer, deutscher und kaschubischer Sprache |
| St. Joseph św. Jozefa                 | Rechtstadt | 1467–, 1663     | katholisch                       | römisch-katholisch              | St. Joseph         | gehörte zu Karmelitenkloster                                                                          |
| St. Katharinen św. Katarzyny          | Altstadt   | 1336–1380       | lutherisch                       | römisch-katholisch              | St. Katharinen     | war Hauptpfarrkirche der Altstadt                                                                     |
| Königliche Kapelle Kaplica Królewska  | Rechtstadt | 1678–1681       | katholisch                       | römisch-katholisch              | Königliche Kapelle | gehört jetzt zu St. Marien                                                                            |
| St. Marien Bazylika Mariacka          | Rechtstadt | um 1343–1502    | lutherisch                       | römisch-katholisch              | St. Marien         | war Hauptkirche der Rechtstadt                                                                        |
| St. Nikolai św. Mikołaja              | Rechtstadt | 1384–1487       | katholisch                       | römisch-katholisch              | St. Nikolai        | älteste erhaltene Kirche in Danzig, Ersterwähnung 1188, blieb nach der Reformation katholisch         |
| St. Peter und Paul św. Piotra i Pawła | Vorstadt   | 1397–1516       | lutherisch, seit 1622 reformiert | römisch-katholisch              |                    | |
| St. Trinitatis (Hl. Dreifaltigkeit)   | Vorstadt   | 1481–,1514      | lutherisch                       | römisch-katholisch              |                    | gehörte zu Franziskanerkloster, seit 1557 zu Gymnasium                                                |

Profanierte Kirchen
| Kirche                          | Stadtteil  | Baujahr                           | Konfession 1557–1945                | Heutige Nutzung | Bild | Bemerkungen                        |
| ------------------------------- | ---------- | --------------------------------- | ----------------------------------- | --------------- | ---- | ---------------------------------- |
| Heilig-Geist-Kirche św. Ducha'v | Rechtstadt | um 1358, Erweiterung um 1400/1425 | lutherisch, seit 1853 altlutherisch | Schule          |      | gehörte zu Heiligen-Geist-Hospital |

## Weitere Bezirke
| Kirche                                               | Stadtteil      | Baujahr    | Konfession 1557–1945 | Konfession nach 1945 | Bild           | Bemerkungen                  |
| ---------------------------------------------------- | -------------- | ---------- | -------------------- | -------------------- | -------------- | ---------------------------- |
| Katholische Kirche Altschottland św. Ignacego Loyoli | Alt Schottland | 1755, 1777 | katholisch           | römisch-katholisch   | Alt Schottland | wurde von Jesuiten gegründet |